# Brysztańskie Skały

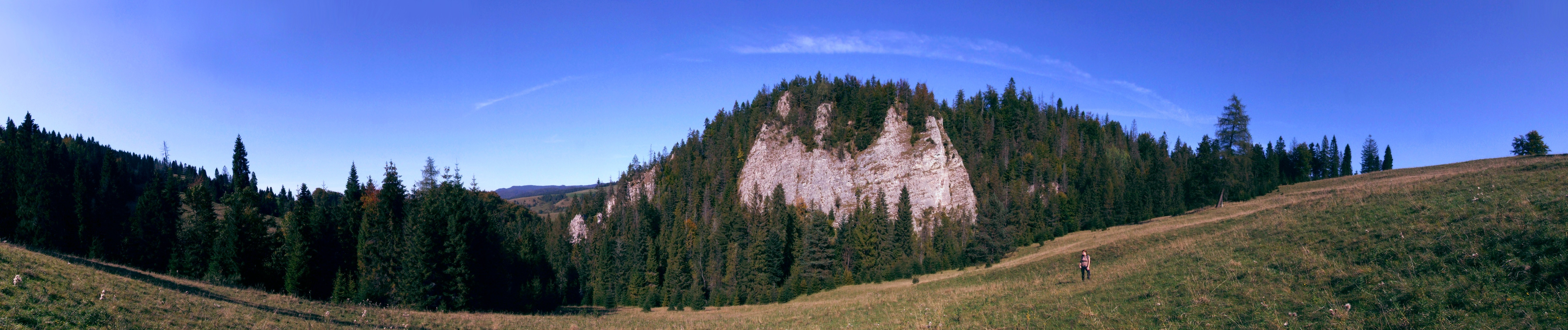
Panorama od południowej strony

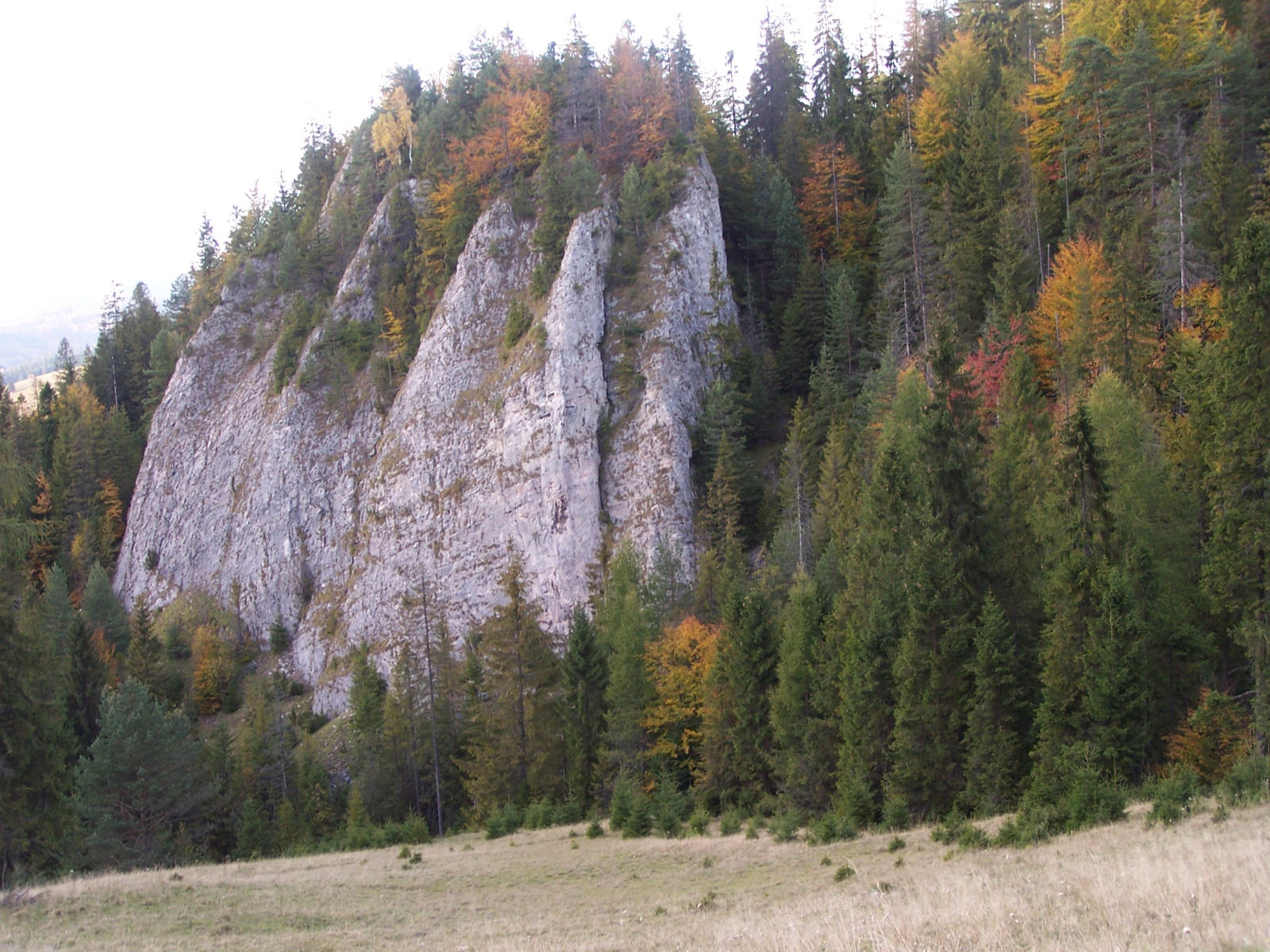
Brysztańskie Skały

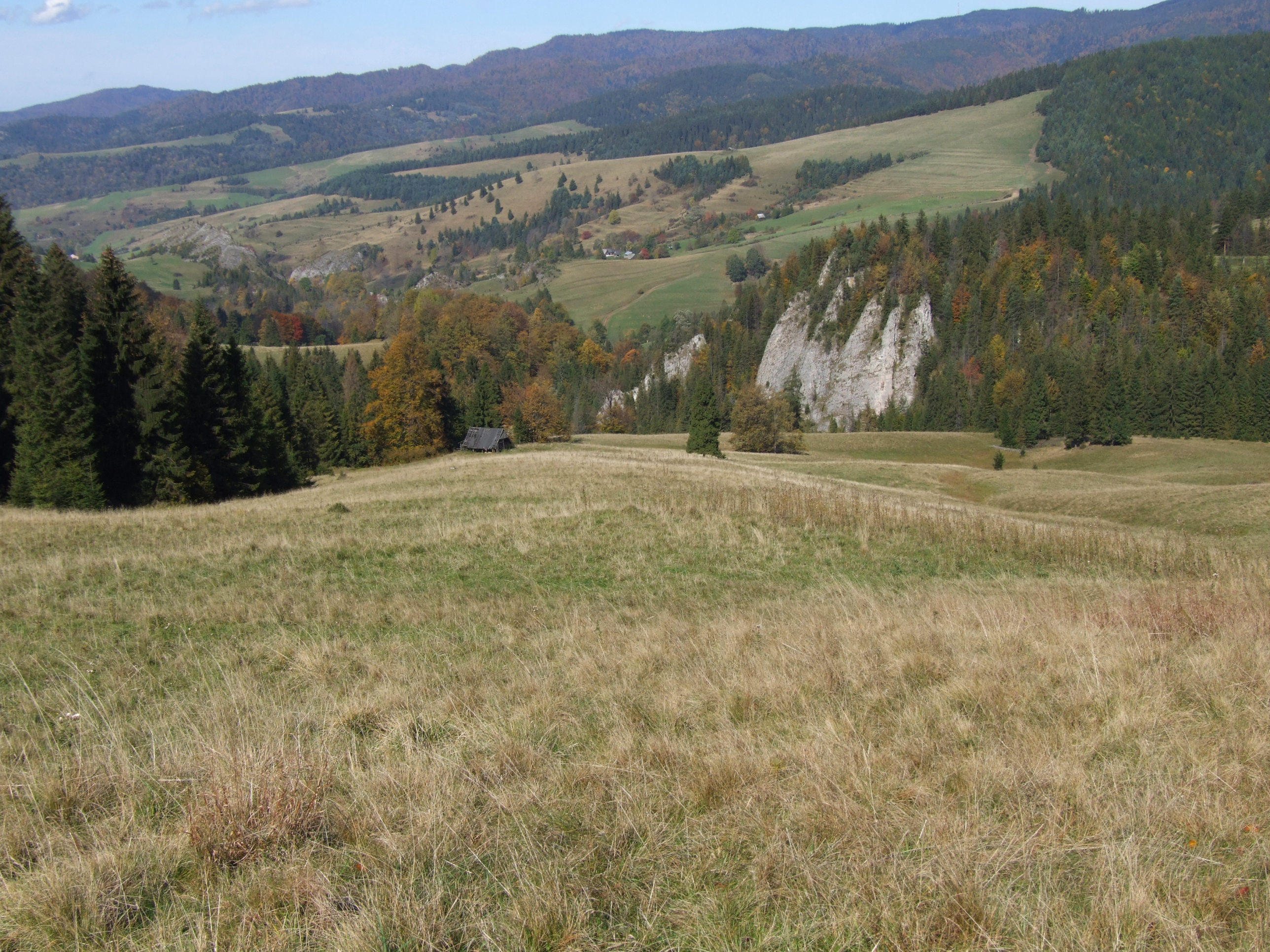
Brysztańskie Skały na tle doliny Białej Wody

Brysztańskie Skały – kilka wapiennych skał znajdujących się w górnej części Brysztańskiej Doliny będącej lewym odgałęzieniem Doliny Białej Wody w Małych Pieninach. Skały znajdują się w orograficznie prawym stoku tej doliny, tuż nad górną częścią koryta Brysztańskiego Potoku. Ich szczyty znajdują się na wysokości ok. 750 m n.p.m., a południowe, bardzo strome ściany opadają do koryta potoku. Pod ścianami niewielkie stożki piargowe. Od północnej strony i na szczycie porośnięte są lasem i niewidoczne, dobrze natomiast widać je ze ścieżki turystycznej prowadzącej grzbietem od przełęczy Rozdziela przez Wierchliczkę na Wysoką.
Wspinali się na nich taternicy z Nowego Sącza. W Brysztańskich Skałach odkryto dwie nieduże jaskinie, jedna z nich, górna jest bardzo niebezpieczna. Nazwa skał pochodzi od istniejącego tutaj niegdyś osiedla Brysztan obejmującego 3 zagrody, a należącego do nieistniejącej już wsi łemkowskiej Biała Woda. Obecnie jest to enklawa rezerwatu przyrody Biała Woda. Znajduje się w miejscowości Jaworki w województwie małopolskim, w powiecie nowotarskim, w gminie miejsko-wiejskiej Szczawnica.
Bezpośrednio obok skał nie prowadzi żaden szlak turystyczny.